# Ernst Gaber
Ernst Gaber   (Mannheim, 6 de juny de 1907 - valor desconegut, 13 d'agost de 1975) fou un remer alemany que va competir durant les dècades de 1920 i 1930.
El 1928 va prendre part en els Jocs Olímpics d'Amsterdam, on quedà eliminat en sèries en la prova del vuit amb timoner del programa de rem. Quatre anys més tard, als Jocs de Los Angeles, va guanyar la medalla de plata en la competició del quatre sense timoner, formant equip amb Karl Aletter, Walter Flinsch i Hans Maier, mentre en la prova del quatre amb timoner quedà eliminat en sèries. El 1936, a Berlín, va disputar els seus tercers i darrers Jocs. En ells va guanyar la medalla d'or de la prova del quatre amb timoner del programa de rem. Formà equip amb Hans Maier, Walter Volle, Paul Söllner i Fritz Bauer
En el seu palmarès també destaca una medalla d'or al Campionat d'Europa de rem de 1935 i onze campionats nacionals.